# Beate Schramm
Beate Schramm est une rameuse allemande, née le 21 juin 1966 à Leisnig. Entre 1986 et 1991, elle a remporté quatre titres de championne du monde en deux de couple ainsi que l'or aux Jeux olympiques de Séoul en 1988 dans l'épreuve de quatre de couple pour l'Allemagne de l'Est. 
Soldat dans l'armée nationale populaire de RDA, elle était autorisé à s'entraîner à plein temps notamment au SC Dynamo Berlin.

## Biographie
Sous les couleurs est-allemande, Schramm devient champion du monde junior à 17 ans de skiff en 1983 et conserve son titre en 1984 à Jönköping en Suède.
Elle participe au championnat sénior d'Allemagne de l'Est en skiff et termine trois fois deuxième en 1983 derrière Jutta Hampe, en 1985 derrière Cornelia Linse et en 1986 derrière Sylvia Schwabe.
Aux Championnats du monde en 1986, elle remporte un titre en deux de couple avec Sylvia Schwabe. La paire ne termine cependant que cinquième des mondiaux suivants alors Schramm change de partenaire et concoure avec Kathrin Boron. Cependant, la concurrence est dense dans le pays et ne peuvent pas s'imposer face aux futures championnes olympiques Peter/Schröter. Schramm bascule alors dans l’équipage est-allemand en quatre de couple et lors des Jeux olympiques de 1988 à Séoul, elle est médaillée d'or avec Jana Sorgers, Kristina Mundt et Kerstin Förster. 
En 1989, Schramm redevient championne du monde en deux de couple avec Jana Sorgers et s'impose encore en 1990 et 1991 avec Kathrin Boron.
Après la réunification, elle remporte encore deux titres nationaux du skiff en 1991 et 1992. Aux Jeux Olympiques de 1992 à Barcelone, elle rate cependant la finale du skiff et ne disputera pas la finale B.
Après avoir pris sa retraite sportive, elle travaillé d'abord au ministère des Finances du Brandebourg puis rejoindra les forces de la police.

## Palmarès

### Jeux olympiques
- 1988 à Séoul,  Corée du Sud
  -  Médaille d'or en quatre de couple

### Championnats du monde
- 1986 à Nottingham,  Royaume-Uni
  -  Médaille d'or en deux de couple
- 1989 à Bled,  Yougoslavie
  -  Médaille d'or en deux de couple
- 1990 à Lac Barrington,  Australie
  -  Médaille d'or en deux de couple
- 1991 à Vienne,  Autriche
  -  Médaille d'or en deux de couple

## Distinctions
Elle est décorée de l'Ordre du mérite patriotique en 1986 et 1988. 